# Nahum Goldmann
Nahum Goldmann (Višnieva, 1895. július 10. – Bad Reichenhall, 1982. augusztus 29.) cionista vezető, a Zsidó Világkongresszus egyik alapítója és 1947 és 1977 között elnöke; 1956 és 1968 között pedig a Cionista Világszervezet elnöke. Jelentős szerepe volt a Palesztin rendezési terv kidolgozásában és annak az USA, majd az ENSZ Közgyülés általi elfogadásában, amely 1948-ban Izrael állam megalakulásához vezetett; valamint a Németországgal való jóvátételi tárgyalások lebonyolításában. Kevésbé ismert, de legalább annyira jelentős érdeme a zsidó diaszpóra szervezettségi szintjének, nemzetközi hálózati kapcsolatrendszerének céltudatos fejlesztése, érdekérvényesítési stratégiájának kidolgozása, melyek következtében – hat évtizedes munkásságának eredményeként – a diaszpóra tagszervezetei a parlamenti demokráciák döntéshozói számára – különösen az Izraelt illető politikában és mindenek előtt az USA-ban – megkerülhetetlen tényezővé váltak,. Felismerései azóta is mintaként szolgálnak az NGO-k számára. A zsidó diaszpóra Izrael mögé való felsorakoztatásában olyannyira eredményes volt, hogy kritikája miatt – mely szerint Izrael vezetői Ginsberg kultúrcionizmus-viziója helyett Jabotinsky agresszív gyarmatosító politikáját valósitják meg – neki kellett távoznia: 1968-ban a Cionista Világszervezet, majd 1977-ben a Zsidó Világkongresszus  éléről.

## Élete
Nahum Goldmann 1895. július 10-én az Orosz Birodalomban, Vishnevóban született (ma Vishnyeva, Fehéroroszország), egy litván zsidó tanár- és írócsalád fiaként. Szülei röviddel Nahum világrajötte után Frankfurt am Mainba költöztek, ahol apja – aki korábban Königsbergben és Heidelbergben járt egyetemre, de pénzhiány miatt nem tudta befejezni tanulmányait – a "Frankfurter israelitische Familienblatt" című lapnál talált munkát. Nahum a nagyszülőknél maradt.
A szülők 1900 nyarán kerültek olyan anyagi helyzetbe, hogy magukhoz vehessék fiukat. Frankfurtban cionista szellemben nevelték és a liberális Musterschule-ba járatták.
1910-ben, 15 éves korában Ben Kohelet álnéven Frankfurtban közzétett két rendkívül agresszíven megfogalmazott cikket, amelyekben Solomon Reinach professzort, a párizsi Alliance Israélite Universelle alelnökét támadta, amelyek következtében Reinach lemondott posztjáról.
1911-ben elkísérte apját Baselba, a Tizedik Cionista Kongresszusra.
1912-ben, a heidelbergi egyetemen, jogot, történelmet és filozófiát kezdett tanulni, amit Marburgban folytatott, de az első világháború kitörésekor meg kellett szakítania tanulmányait, mert – német állampolgársága nem lévén – ellenséges idegennek számított. Tanulmányait végül Heidelbergben fejezte be.
1913-ban, tizennyolc évesen, csatlakozott egy Palesztinába utazó cionista diákcsoporthoz. Élményeiről, benyomásairól könyvet írt, amely két kiadást ért meg. 
Az Első világháborúban a németországi zsidók többsége támogatta a német ügy igazát, sőt a "militarizmus szellemének" köszönhetően több hazafias cikket is publikáltak. Goldmann nagy feltűnést keltő cikke, "Der Geist des Militarismus" címmel, 1915-ben jelent meg, melynek révén – és annak ellenére, hogy nem volt német állampolgár, hanem orosz, ráadásul zsidó – felvették a német külügyminisztérium Eugen Mittwoch által vezetett hírszerzési és propagandaosztályára (Nachrichtenstelle für den Orient), amely az Oszmán Birodalom nemzeti és iszlám mozgalmai között próbálta – a franciák és az angolok ellen – a német érdekeket előmozdítani. Ezt követően évekig abban a paradox helyzetben volt, hogy mint "ellenséges idegen" hetente kétszer jelentkeznie kellett a rendőrségen, ugyanakkor német diplomata útlevéllel utazhatott.
1918-tól kezdett szisztematikusan foglalkozni a cionizmussal, ezen belül a diaszpóra és a zsidó őshaza viszonyával.
1922-ben alapította Berlinben Jakob Klatzkin-nal az "Eshkol" könyvkiadó céget. Tervbe vettek egy "Encyclopaedia Judaica"-t – egy átfogó enciklopédiát, amely Izrael népének témáira összpontosított: Judaizmus, zsidó tanulmányok és Izrael népének története. Az enciklopédiából 10 kötet jelent meg németül (Aach-tól Lyra-ig), és további két kötet héberül (A-tól Antipas-ig) Eshkol címmel 1928-1934 között. A főszerkesztők Jakob Klatzkin és Ismar Elbogen voltak. A projekt a nácik németországi hatalomra jutása miatt megszakadt.
1926-tól 1933-ig a németországi Cionista Szövetség vezetője volt. Korán figyelmeztetett a nácik által a zsidókra jelentett súlyos, akut veszélyre.1929-től megszakítással 1940-ig a Zsidó Ügynökség képviselője volt Genfben, a Népszövetségnél. Itt került kapcsolatba a cionizmus két vezéralakjával Wladimir Jabotinskyval és Háim Weizmannnal.
Cionista és náciellenes tevékenysége miatt a Gestapo megfigyelés alatt tartotta. 1934-ben letartóztatási parancsot adtak ki ellene, de megmenekült, mert akkor apja halála miatt Palesztinában tartózkodott. 1935-ben megvonták tőle a német állampolgárságot. Szeretett volna Palesztinában maradni, de Ben Gurion határozott kívánságára visszatért Svájcba,hogy folytassa munkáját a Népszövetségben. A francia külügyminiszter Louis Barteau ajánlására megkapta a hondurasi állampolgárságot, és hondurasi konzullá nevezték ki Genfben.
1934-ben feleségül vette Alice Gottschalkot, házasságukból két fiuk született: Guido és Michael. 
Svájci évei alatt a Zsidó Világkongresszus megalapítására irányuló tevékenységeket koordinálta.
1940-ben egy Stephen Wise segítségével szerzett beutazási vízum révén családjával együtt az Egyesült Államokba költözött. 1945-ben lett amerikai állampolgár. 1963-ig főleg az Egyesült Államokban élt.
1949-ben, Stephen Wise halálát követően, megválasztották a Zsidó Kongresszus (későbbi nevén Zsidó Világkongresszus) elnökének. 
1951-ben, Ben Gurion megbízásából, megszervezte a titkos előzetes kapcsolatfelvételt a német államférfiakkal, elsősorban Konrad Adenauer kancellárral az Izraelnek fizetendő kárpótlásról és a náci áldozatok kártalanításáról, majd ő koordinálta a Német Szövetségi Köztársasággal folytatott tárgyalásokat, melyek 1952-ben a Luxemburgi Egyezménnyel sikerrel záródtak. Főként az ő kezdeményezésére jött létre a pénzügyi lebonyolítást hivatott Claims Conference, amely a világ legátfogóbb és legreprezentatívabb zsidó világszervezetévé vált. Őt választották meg a konferencia elnökévé, és ő vezette a Németországgal folytatott tárgyalásokon annak küldöttségét is. Goldmann később hasonló, de saját megítélése szerint kevésbé sikeres tárgyalásokat folytatott Ausztriával is.
1956-ban elvállalta a Cionista Világszervezet elnöki tisztségét is, amely már tíz éve betöltetlen volt.
1962-ben izraeli útlevelet kapott.
Az 1960-as évekkel kezdődően, Goldmann egyre gyakrabban és egyre élesebben „bírálta Izrael vezetését, amelyet szűklátókörűséggel, az állam és a katonai erők erejének túlbecsülésével, a diaszpórában élő zsidó néphez való megfelelő hozzáállás hiányával és rugalmatlan politikával vádolt. Rugalmasabb és mérsékeltebb politikát szorgalmazott az arab államokkal szemben, és azt is javasolta, hogy Izrael mérsékelje a szovjet politikával szembeni kritikáját a Közel-Kelettel és a Szovjetunióban élő zsidókkal szemben. Goldmann ilyen irányú nyilatkozatai rendszeresen súrlódásokat okoztak közte és Izrael vezető személyiségei között; ráadásul Goldmann különböző tisztségei miatt felmerült a kérdés, hogy kritikája a Cionista Szervezet, a Zsidó Világkongresszus, valamely más zsidó testület álláspontját képviseli-e, vagy csupán az ő személyes véleményét.”  Miután Izrael vezetése és több cionista párt is szembefordult vele, 1968-ban, a 27. cionista kongresszuson, Goldmann nem jelöltette magát újból a Cionista Világszervezet élére.
Ugyancsak az 1960-as években elindította a háború előtt félbemaradt Encyclopaedia Judaica angol nyelvű kiadását. (Ez először 1971-1972 között jelent meg tizenhat kötetben, Jeruzsálemben a Keter Kiadó, New Yorkban pedig a Macmillan Company gondozásában.) 
1968-ban Goldmann felvette a svájci állampolgárságot, de továbbra is aktívan tevékenykedett a zsidóság érdekében.
1969-ben sajtó alá rendezte visszaemlékezéseinek első kiadását, amelyet Konrad Adenauer biztatására még az 1950-es években állított össze, s ezért csak a Németországgal való kárpótlási tárgyalások lezárulásáig taglalja az eseményeket. A könyv végén három fejezetben ismerteti az Izrael és az arab világ közötti konfliktussal, Izrael és a Diaszpóra közötti viszonnyal valamint a zsidóság jövőjével kapcsolatos meglátásait.
1977-ben lemondott a Zsidó Világkongresszus elnöki tisztségéről, mert "Begin 1977. májusi választási győzelme nyomán mind kevésbé képviselhette józan, higgadt, Izrael külpolitikáját öngyilkos politikának minősítő álláspontját" (Az izraeli vezetés már az 1975 február eleji jeruzsálemi ülésen szerette volna szavazással eltávolíttatni hivatalából.)
1978-ban a tel-avivi egyetemen megnyílt a Nahum Goldmann Diaszpóra Múzeum (később a nevét " Ano – A zsidó nép múzeuma" névre változtatták).
Visszaemlékezéseinek második kiadása 1980-ban (elsö kötet) és 1981-ben (második kötet) jelent meg, az eredetihez képest háromszorosára bővített terjedelemben. Ekkor már – mint magánember – nem érezte szükségét, hogy túlságosan kímélje Izrael vagy az USA politikáját és politikusait.
Utolsó politikai akciója az volt, hogy csatlakozott Pierre Mendes-France volt francia miniszterelnökhöz és Philip Klutznickhez, a Zsidó Világkongresszus elnökéhez, akik a libanoni háború befejezését és az izraeli és palesztin nép "önrendelkezésen alapuló" együttélését követelték. Felszólította az izraeli miniszterelnököt (Menachem Begint), hogy Libanon lerohanásával ne ébressze fel újra az anticionizmust és az antiszemitizmust.
1982 augusztus közepén gyomorvérzés miatt a németországi Bad Reichenhallban kórházba került, ahol 29-én meghalt. A halál közvetlen oka Pneumothorax volt. Sírja Jeruzsálemben, a Herzl-hegyi Nemzeti Temetőben van, a Cionista Világszervezet vezetőinek fenntartott részen. Archívumát fia, Guido, a Brandeis Egyetemnek ajándékozta.

## Életművének értékelése
1952-ben Ben Gurion a következőképpen értékelte Goldmann és saját szerepét Izrael állam történelmének két kulcsfontosságú eseményében: „Neked és nekem szerencsénk volt látni két csodát, Izrael állam létrejöttét és a Németországgal kötött megállapodás aláírását. Az elsőért én voltam felelős, a másodikért pedig te. Az egyetlen különbség az, hogy míg az első csodában mindig is hittem, a másodikban egészen az utolsó pillanatig nem hittem.”
Konrad Adenauer szerint "Dr. Nahum Goldmann kiválasztása nagyon szerencsés megoldás volt. Bár Dr. Goldmann rendkívül energikus és ügyes képviselője volt megbízóinak, megértette a német nehézségeket is. Teljes szívvel vetette bele magát feladatába, fáradhatatlanul, kitartóan és lelkesen törekedve a megegyezésre." "Az olyan emberekkel töltött idő, akik döntéshozóként vagy tárgyalóként részt vettek a szerződés létrehozásában, mint David Ben Gurion, Nahum Goldmann és Felix Shinnar, hogy csak néhányat említsek, megmutatta nekem, hogy a jó szándék, az őszinteség és az egyszer már helyesnek ítélt elvekhez való rendíthetetlen ragaszkodás olyan értékek a politikában is, amelyek utat nyithatnak az emberi kapcsolatokhoz, még akkor is, ha ellenállások hegyeit kell eltakarítani."
Leon Abramowicz 1978-as értékelése szerint „Folyamatos ellentmondás van a valós hatalma és az általa elért eredmények között – nincs mögötte egységes nép, nincs mögötte állam, kormány vagy fegyveres erő. Úgy tűnik, éppen törékenysége szolgál neki pajzsként.”
1980-ban, 85. születésnapján Helmut Schmidt nyugatnémet kancellár méltatta érdemeit:  "Mi németek hálásak vagyunk Önnek, Nahum Goldmann, azért, amit zsidó testvéreiért tett, és azért is, amit értünk, németekért tett. A magam nevében köszönetet mondok a számtalan beszélgetésért és a sok-sok ismeretanyagért, amelyet az évek során Öntől kaptam."
Temetésén Menachem Begin miniszterelnök nem vett részt, és az izraeli kormány sem adott ki gyászjelentést. Mint a Jerusalem Post szalagcímben jelentette: egyszerűen ignorálták Goldmann halálát. Jasszer Arafat viszont részvétét fejezte ki: "A palesztinok gyászolják Nahum Goldmann halálát. Egyedülálló személyiségű zsidó államférfi volt. Minden nép számára az igazságosságért és a törvényes jogokért harcolt."
A német Jewish Voice szerint a Luxemburgi egyezmény – a Németországgal való jóvátételi tárgyalások eredménye – amely „megalapozta a Németország és Izrael közötti jó kapcsolatokat is, Nahum Goldmann erőfeszítései nélkül nem jöhetett volna létre.“
A magyar-izraeli-amerikai történész Raphael Patai szerint: "Izrael alapító atyái között, akik között olyan férfiak vannak, mint Herzl, Weizmann és Ben Gurion, Goldmann különleges helyet foglal el: ő volt az, aki mindenkinél jobban meggyőzte Amerikát – azt az országot, amelynek a hangja a nemzetek családjában a legtöbbet számított -, hogy meg kell születnie a zsidó államnak." Továbbá: "A Claims Conference eredménye 'jelzőfényként szolgálhat és kell szolgálnia az egyéni emberi jogok nemzetközi szintű nemzetközi védelmének jövőbeli módozatai számára', és hogy 'a Claims Conference azért volt jelentős, mert a modern nemzetközi jogban először fordult elő, hogy egy magánszemélyeket képviselő csoport sikeresen védte meg az egyéni emberi jogokat nemzetközi szinten'".
Az izraeli történész Anita Shapira vitatta Patai portréját: Szerinte a kiemelten méltatott három tevékenység közül Palesztina felosztása és a zsidók Németország általi kártérítése azért volt sikeres, mert az érintettek Goldmann közvetítése nélkül is érdekeltek voltak a megegyezésben, az arabokkal való megegyezés pedig azért nem, mert Goldmann nem küzdött eléggé. Továbbá: „Goldmann egy kihalófélben lévő faj egyik utolsó képviselője volt – a személyes diplomácia híve, aki arra a feltételezésre alapozott, hogy bármilyen probléma megoldható, ha jó szándékú és intelligens emberek helyesen közelítenek hozzá. Ez a humánus és optimista megközelítés azt feltételezi, hogy az ember racionális teremtmény, és hogy a logikájára, önérdekére és alapvető tisztességére való hivatkozással kompromisszumra lehet bírni. A huszadik század történelme általában és különösen a Közel-Kelet történelme azonban úgy tűnik, hogy ellentmond ennek a feltételezésnek. Goldmann és a logika alkalmatlannak bizonyultak a mély szenvedélyektől fűtött helyzetek kezelésében.”
2008-ban Jazon Maoz, a brooklyn-i The Jewish Press főszerkesztője tagadta, hogy Goldmann bármiféle érdemeket szerzett volna: „Annak ellenére, hogy évtizedeken át küzdött a zsidó ügyekért, Goldmann hírhedt vadhajtás volt, aki saját, gyakran sajátos nézeteit összetévesztette a korok bölcsességével, és aki előszeretettel bírálta Izraelt hangosan és nyilvánosan (sőt, minél nyilvánosabb volt a fóruma, annál hangosabb volt a kritikája). […] 1978-ban megjelent A zsidó paradoxon című könyvében – amely a zsidókról, Izraelről és a Közel-Keletről való téves gondolkodás manifesztuma – Goldmann egy rakás megdöbbentően ostoba és naiv kijelentést közölt, amelyek közül számosat szeretettel emelnek ki arabbarát és neonáci honlapok cikkeiben. […] A Zsidó paradoxonban Goldmann azt írta: ’Az izraelieknek az a nagy gyengeségük, hogy azt hiszik, az egész világ körülöttük forog’ – ez egy monumentális kivetítés, és sokkal jobban illik magára Goldmannra, aki újra és újra megmutatta, hogy sokkal kevésbé törődik Izraellel, mint saját tekintélyével és hírnevével, és aki groteszk egója miatt hajlandó, sőt buzgó volt aláásni Izraelt, amikor a nemzet vagy annak vezetői nem feleltek meg az ő elvárásainak és preferenciáinak.”
2017-ben, Izrael állam hetvenedik születésnapján az "Ano – A zsidó nép múzeuma" (eredetileg Nahum Goldmann Diaszpóra Múzeum) volt azon nagyon kevés zsidó személyiségek ill. szervezetek egyike, amelyek méltatták Goldmannt: „Az elfeledett figura, aki két ország két népének számára egyengette az utat.[…] Dr. Nachum Goldmannak nincsenek sikeres életrajzírói, nincs bankjegy az arcképével, vagy róla elnevezett tér; erősen kétséges, hogy történetét egyáltalán megemlítik-e a tankönyvekben, vagy arcképét hordozzák-e a függetlenség napján rendezett ünnepségeken. Cionista mozgalomban résztvevő társai mindig is idegennek, a világ népeinek vezetői pedig lobbista, identitás nélküli, kozmopolita zsidónak tekintették. Ezen a héten, amikor az ENSZ Közgyűlésnek a zsidó állam Izrael földjén való megalapításáról szóló határozatának és benne a felosztási tervnek a 70. évfordulóját ünnepeljük, illik tisztelegni egy olyan ember előtt, aki elég bátor volt ahhoz, hogy hangoztassa, hogy van amikor a túlélés jobb, mint a területhódítás, hogy a kompromisszum jobb, mint a militáns makacsság, hogy a reálpolitika jobb, mint az intellektuális csökönyösség, és mindenekelőtt – hogy van amikor érdemes feladni egy részt, hogy ne veszítsünk el mindent.”
2020-ban, születésének 125. évfordulóján, a berlini Jüdische Allgemeine a következőképpen emlékezett meg róla: "A vezető cionisták közé tartozott, és egész életében elkötelezett volt Izrael mellett. Ugyanakkor nem takarékoskodott a még mindig fiatal állammal szembeni egyértelmű kritikával – és emiatt sokszor bajba keverte magát. […] Goldmann olyan vezető szervezeteket fémjelzett, amelyek Izrael megalapításáért és a zsidók érdekeiért kampányoltak világszerte. […] A WJC elnökeként hosszú ideig ő volt a zsidó közösség hangja világszerte. […] Mindig az egész zsidó nép érdekeit tartotta szem előtt, és megértette mind Izrael Állam, mind a diaszpórában élő zsidók perspektíváját. Izrael fennállásának első éveiben Goldmann ott is képviselte Izrael érdekeit, ahová az maga nem juthatott el. […] A 'független szellemű és inspiráló vezető' nem félt népszerűtlen véleményeket is kifejteni – még Izrael kormányaival szemben sem."
A Jewish Heritage Online Magazine szerint "Goldmann mindig szenvedélyesen védte politikai és ideológiai függetlenségét. Közéleti pályafutása során gyakran került ideológiai és politikai összecsapások középpontjába. Számos nézete, amelyek annak idején heves ellenvéleményt és kemény kritikát váltottak ki, ma is aktuálisak. Államférfiként mestere volt a meggyőzés és a személyes kapcsolatteremtés művészetének, szoros kapcsolatokat ápolt mind a cionista és zsidó vezetés vezető személyiségeivel, mind a világ államférfiúinak legfelsőbb köreivel. Sokan közülük személyes barátai lettek, mások esküdt ellenfelei."

## Nézetei
"Goldmann politikai gondolkodása három fogalom körül forgott. Az első a Galut központi szerepe a zsidó történelemben, mint pozitív és kreatív életforma. Goldmann elutasította a " Galut tagadásának" gondolatát, és úgy képzelte el a zsidó nép jövőjét, hogy az a zsidó állam és a virágzó diaszpóra létezésétől függ. 
A második Izrael integrációja volt a Közel-Keletbe, levetve európai orientációját egy keleti orientáció javára. Ennek politikai kifejeződése egy konföderáció létrehozása lenne, amely enyhítené az arabok azon félelmét, hogy Izrael egy európai ék lenne a térségben, és akadályozná az arab egységet. 
A harmadik elképzelés Izrael semlegességére vonatkozott. Hosszú távon Izrael fennmaradását az garantálná a legjobban, ha tartózkodna a világpolitikától, és semleges politikat folytatna. A nagyhatalmaknak garantálniuk kellene biztonságát és határait, így biztosítva a békét."
Goldman nem volt vallásos és nem érdekelték vallási kérdések. Viszont egész életében foglalkoztatta – és írásainak rendszeresen visszatérő témája volt – az a kérdés, hogy a zsidók miért olyanok amilyenek, miért és miben különböznek a nem-zsidóktól. Arra az eredményre jutott, hogy semmivel sem jobbak vagy rosszabbak, de valahogy mégis „különlegesek”. A „bibliai kiválasztottság” hitét – Ben Gurionnal ellentétben – kifejezetten nem szerette. Az önkritikát viszont igen: […] „bár igaz, hogy a zsidó nép mindig is hitt saját felsőbbrendűségében (amit a klasszikus megfogalmazás, ’a kiválasztott nép’ fejez ki), nem ismerek más közösséget, amely ennyire hevesen önkritikus lenne: […] csak közöttünk találkozhatunk ilyen igazi 'zsidó antiszemitákkal' – hogy egy paradox meghatározást használjak.” (Ilyenek voltak pl. Albert Einstein és Hannah Arendt, akik a New York Times 1948 december 4-i számában nyílt levélben tiltakoztak Menachem Begin USA-beli látogatása ellen, vagy Hanoch Levin, aki a Qeen of a Bathtub című szatírájában a Golda Meir-éra politikáját vette célba.)
Gyakran nevezte magát "gójnak" – a jiddis szó a nem-zsidóra –, amit egy, a Moment-nek adott interjúban úgy magyarázott: "[…] hogy nem vagyok csökönyös, nem vagyok fanatikus, rugalmas vagyok, megértem a másik nézőpontját, toleráns vagyok, ami nem zsidó jellemvonás." 

Meggyőződése volt, hogy tárgyalásokkal, józan érveléssel minden konfliktus megoldható; ráadásul oly módon, hogy a végén az érintettek mind nyertesnek érzik magukat, azaz nincs győztes és legyőzött. De ehhez – mint hangsúlyozta – megoldást kereső „államférfiak” kellenek, akik hosszú távlatokban gondolkoznak és először ellenfeleik törekvéseit veszik figyelembe, hogy elfogadható kompromisszumot találjanak velük; és nem „politikusok”, akik csak a legközelebbi választásig látnak és csak azzal törődnek, hogy kielégítsék támogatóikat vagy választóikat.

### A parlamentáris demokráciáról
„Nem hiszem, hogy a parlamentáris demokrácia a mai formájában még sokáig fennmarad. A világ túlságosan összetetté vált ahhoz, hogy problémáit a mi régi jó demokratikus módszereinkkel lehessen megoldani, amelyekben a bel- és helyi politika gyakran többet számít, mint a külpolitika. Ezért van az, hogy ugyanezen külpolitika szempontjából a totalitárius államoknak nagy előnyük van: ott öt, tíz, legfeljebb húsz ember hozza meg a döntéseket. […] életem két nagy eseménye Palesztina felosztása és a Hitler utáni Németországgal folytatott tárgyalások voltak. És mindkét esetben, ha népszavazást szerveztek volna, semmi sem történt volna. A cionisták többsége a felosztás elutasítása mellett volt. Az Adenauerrel folytatott tárgyalások kezdetén pedig testőrrel kellett utaznom, hogy megvédjenek a szélsőségesektől... zsidó szélsőségesektől. A parlamenti rendszer gyengeségének konkrét bizonyítéka, hogy ha a népnek lehetősége lett volna szavazni, akkor nem lett volna Izrael, és nem lettek volna német milliárdok.

### A cionizmusról
“A cionizmus, bár egyetemes szempontból a XIX. és XX. században kialakult nacionalista eszme számos megnyilvánulásának egyikének tekinthető, egyedülálló. A normális nemzeti mozgalom egy idegen hatalom által uralt, elnyomott nép megnyilvánulása, amely fellázad ez ellen az uralom ellen, megnyeri a harcot és kikiáltja függetlenségét. A cionizmus azonban nem egy tarthatatlan valóság kifejeződéseként született, hanem egy álom, egy vágy, egy eszme eredményeként.”
“Herzl elképzelését a zsidó államról, mint a zsidó probléma megoldásáról, a zsidók és a nem zsidók többsége egy jó darabig hóbortosnak, irreálisnak és utópisztikusnak tartotta. Képzeljük el, mi történne a világban, ha az összes nép, amely évszázadokkal vagy évezredekkel ezelőtt elvesztette államát – mint például az indiánok Észak- és Dél-Amerikában – visszakövetelné földjét. Herzlnek az volt szerencséje, hogy nem volt tisztában a zsidó történelem és a zsidó élet összetettségével.[…] Herzl a zsidó problémát logisztikai kérdésként határozta meg: ‘egy népet, amelynek nincs földje, át kell helyezni egy földre, amelynek nincs népe’, és úgy vélte, hogy ezzel a zsidó probléma […] egy csapásra megoldódik. Ebben a képletben persze semmi sem volt igaz: a zsidók többsége szerte a világon nem föld nélküli nép volt, hanem országuk hűséges polgárai, és Palesztina – bár nem volt olyan sűrűn lakott, mint ma – semmiképpen sem volt nép nélküli föld. A közel hárommillió zsidó Izraelbe való áthelyezése sem oldotta meg a zsidó problémát a világon, amint azt sajnos az antiszemitizmus közelmúltbeli újjáéledése is mutatja, gyakran anticionizmus formájában.”
"Míg a cionista mozgalom tevékenysége első évtizedeiben jelentős értelmiségi és haladó csoportok rokonszenvét élvezte, ma már – az Egyesült Államoktól eltekintve – inkább csak a reakciós csoportok, így Dél-Afrika és néhány dél-amerikai állam tartanak ki Izrael mellett.“

### Izrael Állam létrejöttéről
„Nem vagyok biztos abban, hogy Auschwitz nélkül ma létezne zsidó állam. Ha Ben Gurion még élne, hevesen tiltakozna, de biztos vagyok benne, hogy az igazság az én oldalamon áll. Amikor az Auschwitzra vonatkozó tények ismertté váltak, a valóság hihetetlennek tűnt. Még az amerikai külügyminisztérium egyes tisztviselői is magukat hibáztatták, amiért nem mentettek meg néhány tízezer zsidót, és pozitívan kezdték fontolóra venni a zsidó állam tervét, amely megmentené az Egyesült Államokat attól, hogy befogadja a nácizmus túlélőit”

### Izrael politikájáról
"A mai Izrael a cionista eszme azon részének megvalósulása, amely államot akart a zsidó nép számára, de még mindig távol áll, sőt bizonyos tekintetben ellentmond a cionizmus azon döntőbb aspektusának, amely a zsidó nép egésze számára egy szellemi központ létrehozását célozza, amely a zsidó túlélés valódi garanciája."
„Meg kell értenünk, hogy a holokauszt alatti zsidó szenvedés többé nem szolgálhat védelemül, és természetesen tartózkodnunk kell attól, hogy a holokauszt érvét használjuk fel mindazon cselekmények igazolására, amit teszünk. A holokausztot ürügyként használni például Libanon bombázására, ahogy Menachem Begin teszi, egyfajta "Hillul Hásem" [szentségtörés], a Soá [holokauszt] szent tragédiájának banalizálása, amellyel nem szabad politikailag kétséges és erkölcsileg tarthatatlan tevékenységek érdekében visszaélni.”
"[…] az izraeliek túlbecsülik a propaganda és a 'public relations' jelentőségét. Az izraeli sajtó folyamatosan azt mondja: 'A propagandánkat rosszul kezeljük, rossz az imázsunk', és így tovább. Ismerem a témát, hiszen a Cionista Világszervezet dollármilliókat költött propagandára. Nos, ezt sajnálom, mert ez nagyon keveset ér. A világ közvéleményének befolyásolásában döntő tényező Izrael politikájának jellege, és ha ezt a politikát az államok többsége bírálja, akkor a legjobb propaganda is tehetetlen. Az izraeliek ezt a téves megítélést és a szlogenek iránti vad rajongást az amerikaiaktól örökölték. Az Egyesült Államokban mindent a 'Madison Avenue'-nak nevezett módszerekkel adnak el, abból az utcából, ahol a legnagyobb reklámcégeik székhelye van. Ez a technika lehet, hogy kiváló egy szappan- vagy fogkrémmárka, vagy akár egy új újság bevezetésére, de nem akkor, amikor egy politikai eszme torzítással történő terjesztéséről van szó." 

### Izrael és a diaszpóra viszonyáról
"Soha nem hittem abban, hogy zsidók milliói fognak belátható időn belül Izraelbe bevándorolni, és alapvetően elutasítottam a cionizmus koncepcióját, miszerint minden zsidónak a zsidó államban kell élnie. Számomra a zsidó nép helyzetének normalizálása nem az összes zsidó Palesztinába való áttelepítésében áll, hanem az össz-zsidóság állandó együttélésében az izraeli zsidó állammal, mint központtal, amelyhez a diaszpórában élő zsidók milliói pszichológiailag, intellektuálisan, morálisan és vallásilag kötődnek. Ezért a kezdetektől fogva követeltem a diaszpóra zsidóságának jogát arra, hogy tájékoztatást kapjon Izrael politikájáról, és kifejthesse véleményét vagy tanácsát. Ben Gurion ezt kategorikusan elutasította".

### Izrael és a külföld viszonyáról
„Abszurd az az izraeli álláspont, hogy a külföldi hatalmaknak és különösen a [Német] Szövetségi Köztársaságnak nem szabad megengedni, hogy saját véleményük legyen, és vakon el kell fogadniuk, amit Begin úr akar. Én ezt nem fogadom el, és én izraeli állampolgár vagyok. Ez a szemlélet az izraeli szélsőségesek belpolitikai gyengeségének egyik jele.” (A külföld szerepére vonatkozó izraeli álláspontot Moshe Dayan a következőképp fejezte ki: "[…] barátaink pénzt, fegyvereket és tanácsokat kínálnak nekünk. Mi elfogadjuk a pénzt, elfogadjuk a fegyvereket, és elutasítjuk a tanácsokat".) 
„Izrael politikájának alapja nagyrészt az amerikai zsidók magatartása. Az amerikai zsidók túlbecsülik a hatalmukat. […] rossz a lelkiismeretük, hogy túl gyengén reagáltak a hitleri veszélyre, mert más politikával százezreket menthettek volna meg. […] Most, rossz lelkiismeretük Izrael védelmében túlzásokra készteti őket. […] Az az érzésük, hogy ki kell tartaniuk Izrael mellett ha törik, ha szakad. Ez a magatartás kárt okoz Izraelnek, mert az izraeliek úgy érzik, hogy rá tudják venni az amerikai kongresszust, hogy szabotálja az elnök azon intézkedéseit, amelyek számukra elfogadhatatlanok.”

### Izrael és az arab országok viszonyáról
„Biztos vagyok benne, hogy egy valódi szövetség keretein belül barátként élhetünk. Az biztos, hogy ez sokkal nehezebbé vált a harminc évig tartó, rejtőzködő, befelé forduló izraeli politika után, amely nagyrészt Ben Gurion hibája. Még mindig van idő meggyőzni az arabokat arról, hogy a zsidók tudásukkal és technológiájukkal, kétezer éves európai tapasztalataikkal óriási segítséget nyújtanának számukra.”
„Izrael 30 év alatt egyetlen béketervet sem mutatott be az araboknak. Elutasította a barátai és az ellenségei által kidolgozott összes rendezési tervet. Látszólag nincs más célja, mint a status quo megőrzése, miközben darabról darabra területeket ad hozzá.” 
„Izrael mai politikája, amely a hatnapos háború területi nyereségeit fontosabbnak tartja, mint a formális békét az arabokkal,lehetetlenné teszi az igazi békeszerződés megkötését és a kapcsolatok nornalizálását az arab világgal.“

## Nyomtatásban megjelent művei
| Év   | Nyelv       | Cím, Leírás |
| ---- | ----------- | --- |
| 1914 | német       | Erez-Israel—Reisebriefe aus Palästina. J. Kauffmann, Frankfurt am Main |
| 1915 | német angol | Der Geist des Militarismus (The Spirit of Militarism) Deutsche Verlags-Anstalt, Stuttgart |
| 1916 | német       | Von der weltkulturellen Bedeutung und Aufgabe des Judentums (Of the world-cultural meaning and task of the Jews) Bruckmann, München |
| 1919 | német       | Die drei Forderungen des jüdischen Volkes. Jüdischer Verlag, Berlin – Függelékként tartalmazza a Cionista Szervezet Manifesztumát és a Cionista Egyesület 15. Kongresszusának határozatát (30-31 oldal) |
| 1970 | angol       | "The Future of Israel". Foreign Affairs. 49: 51–69. |
| 1970 | német       | Staatsmann ohne Staat. Köln: Kiepenheuer-Witsch. ISBN 3-462-00780-7. angolul: The Autobiography of Nahum Goldmann: Sixty Years of Jewish Life. Holt, Rinehart and Winston. ISBN 0-03-081337-9. franciául: Nahum Goldman, Autobiographie, Fayard, Paris – Goldmann önéletrajzának túlnyomóan az 1950-es években megfogalmazott első változata |
| 1975 | francia     | Où va Israël ?, Calmann-Lévy, Paris. németül: Israel muss umdenken. Rowohlt, Hamburg. magyarul: Izraelnek felejtenie kell. (A német kiadás fordítása, kiadó és évszám megadása nélkül. Az elő- valamint utószóból itélve a Kossuth kiadó adhatta ki 1980-ban vagy 81-ben, a példányok számozottak.)                                          |
| 1976 | francia     | Le Paradoxe juif. Stock, Paris. angolul: The Jewish Paradox. Grosset & Dunlop. 1978. ISBN 0-448-15166-9. németül: Das jüdische Paradox – Filozófikus gondolatok a zsidóságról. Goldmann ebben a könyvben fogalmazza meg legélesebben Izrael-kritikáját. Tartalmazza az 1970-es önéletrajz lényeges fejezeteit is aktualizálva.               |
| 1978 | angol       | Zionist Ideology and the Reality of Israel, Foreign Affairs. |
| 1980 | német       | Mein Leben als deutscher Jude, Langen Müller, München. ISBN 3-7844-1771-X – Goldmann 1970-es önéletrajzának lényegesen kibővített változata – Első kötet, 480 oldal. A teljesen új utolsó fejezet Goldmann 20 oldalas eszmefuttatása a zsidók és a németek viszonyáról.                                                                      |
| 1981 | német       | Mein Leben USA – Europa – Israel, Langen Müller, München. ISBN 3-7844-1920-8 – Goldmann 1970-es önéletrajzának lényegesen kibővített változata – Második kötet , 467 oldal. Az egyes szám harmadik személyben írott teljesen új utolsó fejezet Goldmann önértékelése.                                                                        |
| ???? | yiddish     | 3 works in Yiddish language |

### Magyarul
- Nachum Goldmann: A zsidó nemzet követelései. A zsidó békeprogramm; ford. Marton Ernő; Erdélyi Zsidó Kiadótárs., Nagyvárad, 1920
- Izraelnek felejteni kell; Kossuth, Budapest, 1980

## Magyar vonatkozások
Goldmann életművének átfogó elemzése a magyar származású amerikai-izraeli antropológus, egyetemi tanár Raphael Patai könyvében olvasható.
Patai 1936-ban úgy látta, hogy "...a magyarországi zsidók helyzete jobb volt, mint a németországi zsidóké, és hogy a magyarok zsidókhoz való viszonya annyira pozitív volt, hogy az a fajta diszkrimináció (1936-ban még csak diszkrimináció volt, az üldözés később következett), amit akkoriban Németországban a zsidókkal szemben bevezettek, Magyarországon egyszerűen elképzelhetetlen volt. Nem a magyar zsidóság volt-e az első világháború után Magyarországtól elszakított és Csehszlovákiához, Romániához, Jugoszláviához csatolt területeken az egyetlen olyan népcsoport, amely szilárdabban megőrizte magyarságát és a magyar nyelvet, mint az ugyanezen területeken élő keresztény magyarok?"

## Kitüntetései
- 1952: Stephen Wise Award (American Jewish Congress)
- 1956: Solomon Bublick Award (Hebrew University of Jerusalem)
- 1961: Honorary Doctor (Hebrew University of Jerusalem)
- 1968: Order of Rio Branco. (Brazilia)
- 1968: Herzl Award for Zionist Work (Zionist Organization of America)
- 1978: Honorary Degree of Doctor of Laws (Brandeis University)

## Névadó
- Nahum Goldmann Medal – a Zsidó Világkongresszus legmagasabb kitüntetése, amelyet a világ zsidósága érdekében kifejtett tevékenységért adományoznak
- The Nahum Goldmann Fellowship Program
- Memorial Fundation for Jewish Culture